# Чваджи
Чваджи (кор. 좌지왕, 김질왕 або 김토, 坐知王, 金叱王 або 金吐, Jwaji wang or Gimjil wang, Chwaji wang or Kimjil wang) — корейський ван, шостий правитель держави Кимгван Кая періоду Трьох держав.

## Правління
Відповідно до Самгук Юса Чваджи надавав високі державні посади родичам улюбленої наложниці, що призвело до поглиблення політичних проблем. Зниженням могутності Кимгван Кая скористалась держава Сілла та вдерлась до меж володінь Чваджи.
Джерела стверджують, що після таких подій ван пішов до ворожки, яка порадила йому зруйнувати корінь проблеми. Чваджи дослухався до поради й заслав свою улюблену ворожку. Після цього в Кимгван Кая знову запанував мир.